# Ernst Zacharias
Ernst Zacharias (21 de junho de 1924 – 6 de junho de 2020) foi um músico e engenheiro alemão. Nas décadas de 1950 e 1960, ele inventou vários instrumentos musicais eletro mecânicos para o fabricante alemão de instrumentos musicais a Hohner, incluindo o Cembalet, o Clavinet, o Guitaret e o Pianet. A Claviola, uma modernização do sheng e da Harmonetta, um instrumento de teclado em concertina, também foi inventada por Zacharias.
O Sistema Alemão de Informações sobre Patentes (DEPATIS) lista 90 patentes de Ernst Zacharias para Hohner, incluindo gravadores de plástico e mecanismos de relógio.